# アイランズ (キング・クリムゾンのアルバム)
『アイランズ』(英語: Islands)は、キング・クリムゾンが1971年に発表したスタジオ・アルバム。通算4作目。

## 解説
1970年、キング・クリムゾンは、ロバート・フリップ（ギター、メロトロン）とピート・シンフィールド（作詞、照明）の2名のオリジナル・メンバーと、メル・コリンズ（サックス、フルート）、ゴードン・ハスケル（リード・ボーカル、ベース・ギター）、アンドリュー・マカロック（ドラムス）の新メンバー、さらにジャズ・ピアニストのキース・ティペットと彼のグループやジョン・アンダーソンらのゲストによって、サード・アルバム『リザード』を制作して12月に発表した。そしてオリジナル・メンバーによる1969年のアメリカ・ツアー以来となるライブ活動を行うために、アルバム発表直後にリハーサルを開始するが、その初日にハスケル、引き続いてマカロックが脱退してしまったので、新メンバーを探さなければならなくなった。
フリップは同年、ティペットが主催する60名を超える大編成ジャズ・バンドであるセンティピードのアルバム『セプトーバー・エナジー』のプロデューサーを務めた。その時に紹介されたボーカリストのボズ・バレルをキング・クリムゾンのオーディションに誘い、採用した。また、キース・エマーソンに推薦されたドラマーのイアン・ウォーレスをやはりオーディションの後に採用。ベーシストは適任者探しが難航し、ようやくスティーライ・スパンのリック・ケンプに決定したが、ライブ活動の為のリハーサルの直前に加入を断られてしまった。フリップ達はギターを弾けるバレルがベーシストを兼任する策を思いつき、フリップとウォーレスとが協力して彼にベース・ギターを教えることになった。その結果、フリップ（ギター、メロトロン）、バレル（リード・ボーカル、ベース・ギター）、コリンズ（サックス、フルート、メロトロン）、ウォーレス（ドラムス、バック・ボーカル）、シンフィールド（FOH・サウンド・エンジニアリング、VCS3・シンセサイザー、照明）の顔ぶれでライブ活動を開始。1971年4月にドイツのフランクフルトで4回のコンサート、5月から10月末までイギリス・ツアー、11月から約1か月間のアメリカ・カナダ・ツアーを行った。そして、7月からはライブ活動と並行して新アルバム『アイランズ』を制作した。
本作には女性オペラ歌手のポーリナ・ルーカス、前作に引き続き、キース・ティペット・グループのメンバー等がゲスト参加している。1曲目「フォーメンテラ・レディ」の初期セッションではベテランのジャズ・ピアニストであるジュールス・ルーベン（Jules Ruben）が参加したが音楽的に合わず、キース・ティペットに代わっている。
本作はイギリス・ツアーと並行して制作された。シンフィールドは制作状況の変化を指摘して、フリップと彼の細かい指示により厳しくコントロールされた前作『リザード』とは異なり、本作は「ギグとギグの合間にレコーディングを繰り返す為、反動で思いつくままに制作された」と述べている。
シンフィールドによる歌詞は、『オデュッセイア』の世界観から影響を受けた内容となっている。彼はジャケット・デザインも担当し、いて座三裂星雲の写真を使用したが、アメリカ盤の初回盤のジャケットでは、彼が描いた絵に差し替えられた。
「レターズ」は、デビュー当時の1969年、オリジナル・メンバーのライブで演奏されていた「ドロップ・イン」という曲を改作したもの。
本作のリリースから間もない1971年12月、シンフィールドがフリップにより解雇。年が明けて1972年1月のリハーサルでフリップと他の3名とが対立した結果、バンドの解散が決まった。所属事務所のEGからアメリカ・ツアーの契約が残っていると指摘されたので、契約履行の為のツアーを2月から始め、4月1日の終了と同時に解散した。ツアー中に3人はアレクシス・コーナーと意気投合して、アメリカに残ってコーナーの新しいバンド『スネイプ』に加入。フリップはイギリスに帰国してキング・クリムゾンの新メンバーを探し始めた。
本作発表と前後して行われたツアーの模様は、『アースバウンド』（1972年）,『レディース・オブ・ザ・ロード』（2002年）,　"Sailors' Tales (1970–1972)"（2017年）などに収録された。

## 収録曲

### SIDE ONE
1. フォーメンテラ・レディ - Formentera Lady (10:14)
Fripp, Sinfield
2. 船乗りの話 - Sailor's Tale (7:21)
Fripp
3. レターズ - The Letters (4:26)
Fripp, Sinfield

### SIDE TWO
1. レディース・オブ・ザ・ロード - Ladies of the Road (5:28)
Fripp, Sinfield
2. プレリュード：かもめの歌 - Prelude: Song of the Gulls (4:14)
Fripp
3. アイランズ - Islands (11:51)
Fripp, Sinfield

## 参加ミュージシャン
- ロバート・フリップ - ギター、メロトロン、ハーモニウム
- メル・コリンズ - サックス、フルート、バスフルート、バッキング・ボーカル
- ボズ・バレル - ボーカル、ベース、振付け
- イアン・ウォーレス - ドラムス、パーカッション、バッキング・ボーカル
- ピート・シンフィールド - 作詞、映像

ゲスト・ミュージシャン
- キース・ティペット - ピアノ
- マーク・チャリグ - コルネット
- ハリー・ミラー - ダブルベース
- ロビン・ミラー - オーボエ
- ポーリナ・ルーカス - ソプラノ・ボーカル

## クレジット
| Robert Fripp:                                   |  | guitar, mellotron, Peter's Pedal Harmonium and sundry implements. |
| Mel Collins:                                    |  | flute, bass flute, saxes and vocals.                              |
| Boz:                                            |  | bass guitar, lead vocals and choreography.                        |
| Ian Wallace:                                    |  | drums, percussion and vocal.                                      |
| Peter Sinfield:                                 |  | words, sounds and visions                                         |
|                                                 |  |                                                                   |
| Featured players                                |  |                                                                   |
| Keith Tippett:                                  |  | piano.                                                            |
| Paulina Lucas:                                  |  | soprano.                                                          |
| Robin Miller:                                   |  | oboe.                                                             |
| Mark Charig:                                    |  | cornet.                                                           |
| Harry Miller:                                   |  | string bass.                                                      |
|                                                 |  |                                                                   |
| Engineer Andy Hendrikson.                       |  |                                                                   |
| Cover Design & Painting: Peter Sinfield         |  |                                                                   |
| Photographs: Robert Ellis                       |  |                                                                   |
| Equipment: Vick & Mike                          |  |                                                                   |
| Recorded at Command Studios, Picadelly, London. |  |                                                                   |
|                                                 |  |                                                                   |
| Produced by King Crimson for E.G. Records.      |  |                                                                   |
| All songs published by E.G. Music Ltd. ©1971.   |  |                                                                   |